# عصر یخبندان کوچک

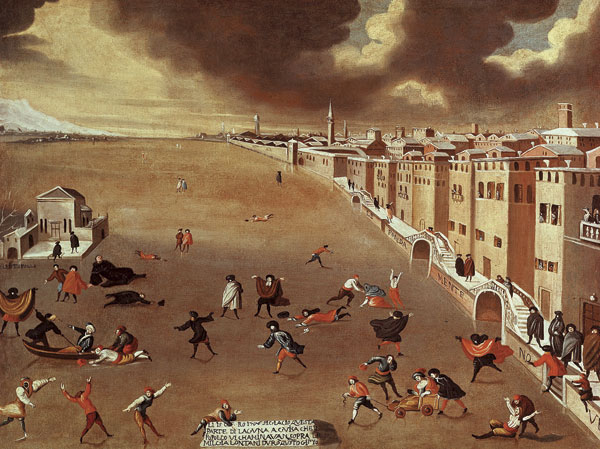
بخشی از مردابی که در سال ۱۷۰۹ یخ زد - ونیز، ایتالیا.

عصر یخبندان کوچک یک دوره خنک زمین‌شناختی است که پس از دوره گرم سده‌های میانه رخ داد. عصر یخبندان کوچک از لحاظ علمی به عنوان یک عصر یخبندان حقیقی شناخته نمی‌شود.

## پیشینه کاربرد
اصطلاح «عصر یخبندان کوچک» نخستین بار توسط فرانسوا ماتس در سال ۱۹۳۹ مطرح شد. از این اصطلاح، معمولاً برای خنک بودن سطح سیاره زمین از اواسط سده شانزدهم تا اواسط سده نوزدهم یا از حدود ۱۳۰۰ میلادی تا ۱۸۵۰ میلادی استفاده می‌شود. متخصصان اقلیم‌شناسی و مورخان بر روی داده‌های محلی ثبت شده‌ای کار می‌کنند که انتظار نمی‌رود تاریخ شروع و تاریخ پایان آنها بر تاریخ شروع و تاریخ پایان این دوره دقیقاً منطبق گردد.
رصدخانه زمین ناسا، به وجود عصر یخبندان کوچک در فاصله سال‌های ۱۵۵۰ تا ۱۸۵۰ میلادی در قاره اروپا، آمریکای شمالی و آسیا اشاره می‌کند. در گزارش‌های رصدخانه زمین ناسا به وجود سه دوره زمانی با آب و هوای سرد در فاصله این سال‌ها اشاره شده و گفته شده که این عصر سرد با گسترش سریع یخچال‌های کوهستانی به خصوص در رشته کوه‌های آلپ، نروژ و آلاسکا مشخص می‌شود. در این عصر سرد سه بیشینه وجود دارد: یک بیشینه از سال ۱۶۵۰ میلادی، دومی از سال ۱۷۷۰ میلادی و سومی در حدود سال ۱۸۵۰ میلادی آغاز می‌شود. این سه دوره زمانی، توسط دوره‌هایی از گرم شدن اندک کره زمین، از همدیگر جدا شده‌اند.

## عوامل
عوامل متعددی مانند تغییرات در میزان تابش خورشید، فعالیت‌های آتشفشانی، کاهش سرعت گردش دماشوری را از عوامل ایجاد این عصر یخبندان برمی‌شمارند.

## ویژگی‌ها
در آن سال‌ها دمای هوا در نقاط مختلف جهان شدیداً کاهش یافت و موجب تغییر در پوشش گیاهی و جانوری و حتی تا حدی در الگوهای بارندگی و دمایی مناطق گوناگون جهان تغییر حاصل شد. در آن سال‌ها زمستان‌ها سردتر و تابستان‌ها خنک‌تر بودند. برف و سرما حتی در مناطقی که عرض جغرافیایی چندان بالایی ندارند نمود بیشتری داشت. برخی از مناطق که عرض جغرافیایی یا ارتفاع نسبتاً زیادی داشتند در هر زمستان مدتی را کاملاً در یخبندان به سر می‌بردند و همه جا پوشیده از برف و یخ می‌شد اما امروزه تنها در روزهای برفی این مناطق پوشیده از برف و یخ می‌شود.
در جریان عصر یخبندان کوچک دریای بالتیک بیش از دو بار در سال‌های ۱۳۰۳ و ۰۷–۱۳۰۶ میلادی یخ بست. بارش برف و باران و پدیداری طوفان‌ها افزایش یافت و سطح آب دریای خزر بالا آمد. یخچال‌های قطبی پیشروی کردند و ارتباط با گرینلند تدریجاً قطع شد تا سکونتگاه‌های نورس‌ها از آن محو گردد. طول فصل زراعت تقلیل یافت و کشت گندم در ایسلند ناپدید و در اسکاندیناوی به شدت کم شد.

## آثار
این شرایط برای جمعیتی که سده سیزدهم در اثر بهبود روش‌های کشاورزی افزایش یافته بود، فاجعه آفرید. با توجه به روش‌ها و ابزارهای آن روزگار استفاده از زمین‌های حاصل‌خیز به حداکثر میزان ممکن رسیده بود. اندازه جمعیت از پیش از میزان محصولات کشاورزی پیشی گرفته و آن‌ها را در معرض سو تغذیه و آسیب‌پذیری از بیماری و گرسنگی قرار داده بود. بدون آبیاری و کود کافی امکان بهره‌وری زراعی و استفاده از خاک نامرغوب وجود نداشت. تجاز جز از طریق مسیرهای آبی، از ادوات ترابری لازم جهت انتقال عمده غلات از نواحی دارای مازاد به سایر نقاط برخورد نبودند. آبادی‌ها و شهرهای که مسیرهای آبی دسترسی نداشتند به منابع محلی وابسته بودند تا با به پا شدن این شرایط دچار گرسنگی شوند. سال ۱۳۱۵ بارندگی ممتد محصولات کشاورزی را در سرتاسر اروپا از بین برد تا قحطی بر همه جا سایه افکند. گزارش‌هایی از خورده شدن کودکان و اجساد اعدام‌شدگان در لهستان و سایر نقاط اروپا نقل گشته است.